# Dascyllus abudafur
Dascyllus abudafur ist eine Art aus der Familie der Riffbarsche (Pomacentridae). Sie kommt in Lagunen und küstennahen Korallenriffen im Roten Meer und im tropischen Indischen Ozean bis zum östlichen Rand des Sundaschelfs vor. Die Art wurde erst im Dezember 2014 vom Dreibinden-Preußenfisch (Dascyllus aruanus) abgetrennt. Dieser ist jetzt auf den tropischen Pazifik beschränkt. Verbreitungsgrenze der beiden Arten ist die Lombokstraße. Das Art-Epitheton abudafur stammt vom schwedisch/finnischen Naturkundler Peter Forsskål, der 1775 einen im Roten Meer bei Dschidda zwischen Korallen gefangenen Fisch als Chaetodon abu dafur bezeichnete und die Ähnlichkeit mit Aruani (Linnaeus) bemerkte.

## Merkmale
Dascyllus abudafur ähnelt stark dem Dreibinden-Preußenfisch, seiner pazifischen Schwesterart. Wie dieser wird er im Durchschnitt 6,5 Zentimeter lang, ist hochrückig, seitlich abgeflacht und von weißer Grundfarbe. Drei breite schwarze Querbänder ziehen sich vom Ansatz der Rückenflosse über den Kopf zur Kehle, von der Mitte der Rückenflosse zu den schwarzen Bauchflossen und vom Hinterteil der Rückenflosse zur Afterflosse. Die Schwanzflosse ist gegabelt. Entlang des Seitenlinienorgans hat die Art 15 bis 19 Schuppen. Die Anzahl der Kiemenreusenfortsätze beträgt 21 bis 26.
- Flossenformel: Dorsale XII/11–13, Anale II/11–13, Pectorale 17–19

Vom Dreibinden-Preußenfisch unterscheidet sich Dascyllus abudafur durch eine graue bis schwarze Schwanzflossenbasis (weiß beim Dreibinden-Preußenfisch) und genetischen Merkmalen. So wurde kein für die Fische im Indischen Ozean typischer mitochondaler Haplotyp bei Tieren aus dem westlichen Pazifik gefunden und kein für pazifische Dreibinden-Preußenfisch charakteristischer Haplotyp bei denen aus dem Indischen Ozean. Auf drei Abschnitten des Cytochrome b hat Dascyllus abudafur die Aminosäuresequenz A, T, T, Dascyllus aruanus dagegen G, C, C.